# Kobe Challenger
Il Kobe Challenger, noto anche come Hyogo Noah Challenger, è un torneo professionistico di tennis giocato sul cemento, che fa parte dell'ATP Challenger Tour. Si gioca annualmente dal 2015 al Bourbon Beans Dome nel Miki Disaster Management Park di Miki, città poco distante da Kōbe, in Giappone.

## Albo d'oro

### Singolare
| Anno       | Campione         | Finalista                | Punteggio           |
| ---------- | ---------------- | ------------------------ | ------------------- |
| 2024       | Alexander Blockx | Jurij Rodionov           | 6–3, 6–1            |
| 2023       | Duje Ajduković   | Sho Shimabukuro          | 6–4, 6–2            |
| 2022       | Yosuke Watanuki  | Frederico Ferreira Silva | 6(3)–7, 7–5, 6–4    |
| 2021- 2020 | Non disputato    | Non disputato            | Non disputato       |
| 2019       | Yosuke Watanuki  | Yūichi Sugita            | 6–2, 6–4            |
| 2018       | Tatsuma Itō      | Yosuke Watanuki          | 3–6, 7–5, 6–3       |
| 2017       | Stéphane Robert  | Calvin Hemery            | 7–6(1), 6(5)–7, 6–1 |
| 2016       | Chung Hyeon      | James Duckworth          | 6–4, 7–6(2)         |
| 2015       | John Millman     | Tarō Daniel              | 6–1, 6–3            |

### Doppio
| Anno       | Campione                              | Finalista                                 | Punteggio           |
| ---------- | ------------------------------------- | ----------------------------------------- | ------------------- |
| 2024       | Vasil Kirkov Bart Stevens             | Kaichi Uchida Takeru Yuzuki               | 7–6(7), 7–5         |
| 2023       | Evan King Reese Stalder               | Andrew Harris Nam Ji-sung                 | 7–6(3), 2–6, [10–7] |
| 2022       | Shinji Hazawa Yuta Shimizu            | Andrew Harris John-Patrick Smith          | 6–4, 6–4            |
| 2021- 2020 | Non disputato                         | Non disputato                             | Non disputato       |
| 2019       | Purav Raja Ramkumar Ramanathan        | André Göransson Christopher Rungkat       | 7–6(6), 6–3         |
| 2018       | Gonçalo Oliveira Akira Santillan      | Li Zhe Gō Soeda                           | 2–6, 6–4, [12–10]   |
| 2017       | Ben McLachlan Yasutaka Uchiyama       | Jeevan Nedunchezhiyan Christopher Rungkat | 4–6, 6–3, [10–8]    |
| 2016       | Daniel Masur Ante Pavić               | Jeevan Nedunchezhiyan Christopher Rungkat | 4–6, 6–3, [10–6]    |
| 2015       | Sanchai Ratiwatana Sonchat Ratiwatana | Chen Ti Franko Škugor                     | 6–4, 2–6, [11–9]    |